# 無極拳
無極拳，天津拳術，為中國武術流派之一，屬於內家拳的一種，2021年被列入国家级非物质文化遗产代表性项目名录。

## 源流
据说无极拳起源于江南乐符一个叫刘仙岛的人，後传給河南苔头人蔡锦堂，蔡锦堂是嘉庆年间举人，一向嗜武，為學子龍大槍而至天津高祖坡(姜維後人之弟子)家中任教，兩人交換武藝，蔡锦堂在天津又收徒王玉珍，王玉珍又傳徐永庆、赵永胜等人，無極拳逐漸開枝散葉。
廖子玉所寫的《無極拳譜圖說》則認為無極拳是张三丰最后组织太极、八卦合为一的拳法，此拳為北平的某位李先生所傳，但是學者唐豪認為是誘人買書學武的話術

## 特色
无极拳重视身法，而身法又与腰高度相关。为此，无极拳亦特别重视中枢腰的作用，认为用力应刚柔兼备，过刚则猛，过柔则绵。经过长期的摸索，无极拳将其总结为“九刚十二柔”。“九刚”为：顶、抗、填、撞、抖、靠、弹、碰、踹。“十二柔”为：粘、联、绵、随、缠、托、捧、缩、滚、拦、推、捋。

## 套路
功法有十八罗汉功、三绝艺（踢桩、靠板、鹰爪力）、无极气功。徒手套路有無極十二形手、无极拳、无极形拳、器械套路有无极刀(烏金刀)、子龙大枪。

## 來源
1. 1 2  杨祥全《津门武术》
2. ↑  廖璜, 吕一素, 康福堃, 吕崇红 《無極拳譜圖說》
3. ↑  .   [2022-12-29]. （原始内容存档于2022-12-29）.